# Ajijas Kotonu
Ajijas Kotonu – nieistniejący już beniński klub piłkarski, grający niegdyś pierwszej lidze benińskiej, mający siedzibę  w mieście Kotonu.

## Sukcesy
- Moovligue 1[1]:
  - mistrzostwo (1): 1981.

## Występy w afrykańskich pucharach
| Sezon | Rozgrywki                 | Runda   | Kraj                     | Klub                 | Dom | Wyjazd | Dwumecz |
| ----- | ------------------------- | ------- | ------------------------ | -------------------- | --- | ------ | ------- |
| 1982  | Puchar Zdobywców Pucharów | wstępna | Mauretania               | ASC Police           | 1–1 | 2–0    | 3–1     |
| 1982  | Puchar Zdobywców Pucharów | 1       | Wybrzeże Kości Słoniowej | Stella Club d’Adjamé | 1–3 | 1–3    | 2–6     |

## Stadion
Domowe mecze klub rozgrywał na stadionie o nazwie Stade Charles de Gaulle w Porto-Novo. Stadion może pomieścić 16872 widzów.